# 南广铁路肇庆西江大桥
南广铁路肇庆西江大桥是南广铁路跨过西江的橋梁，位于广东省肇庆市，为上承式拱桥，主跨450米。